# Lev Vajnštejn
Lev Matveevič Vajnštejn (in russo Лев Матвеевич Вайнштейн?; tr.en: Lev Matveyevich Vainshtein o Lew Weinstein; Ekaterinburg, 12 marzo 1916 – Mosca, 25 dicembre 2004) è stato un tiratore a segno sovietico.

## Palmarès

### Olimpiadi
- 1 medaglia:
  - 1 bronzo (Helsinki 1952 nel fucile 3 posizioni)